# الیور توئیست (فیلم ۱۹۴۸)
الیور توئیست (انگلیسی: Oliver Twist) یک فیلم درام بریتانیایی به کارگردانی دیوید لین است که در سال ۱۹۴۸ منتشر شد.
این فیلم بر اساس رمان مشهور الیور توئیست اثرِ چارلز دیکنز ساخته شده و دومین اقتباس سینمایی دیوید لین از آثار دیکنز (پس از فیلم آرزوهای بزرگ) محسوب می‌شود. در سال ۱۹۹۹ میلادی، بنیاد فیلم بریتانیا، این فیلم را در ردهٔ ۴۶ام از «۱۰۰ فیلم برتر بریتانیا» قرار داد.
فیلم بازخوردهای خوبی داشته و رتبه نسبی ۱۰۰٪ و نمرهٔ نسبی ۸٫۶ از ۱۰ را در پایگاه راتن تومیتوز دارد که بر اساس نقدهای ۱۷ نویسنده و منتقد سینمایی ارزیابی شده‌است (و همگی نقدها نیز مثبت بودند). همچنین این فیلم، پنجمین فیلم محبوب تماشاگران سینما در سال ۱۹۴۹ بود.

## بازیگران
- الک گینس
- کی والش
- فرانسیس ال سالیوان
- دایانا دورس
- رابرت نیوتن
- جان هاوارد دیویس
- آنتونی نیولی
- هنری ادواردز
- کتلین هریسون
- مری کلیر
- موریس دنهام
- رالف ترومن
- هنری استیونسون
- ایمی وانس
- پیتر بول

## دوبله فارسی
الیور تویست (ناهید امیریان)
فاگین (عزت ا.. مقبلی)
بیل (حسین عرفانی)
نانسی (رفعت هاشم پور)
آقای بامبل (صادق ماهرو)
سایر گویندگان: اصغر افضلی